# Yum-Tong Siu
Yum-Tong Siu (chinês tradicional: 蕭蔭堂, chinês simplificado: 萧荫堂, pinyin: Xiāo Yìntáng; Guangzhou, China, 6 de maio de 1943) é um matemático estadunidense nascido na China. É professor da cátedra William Elwood Byerly de matemática da Universidade Harvard.